# 马边槭
马边槭（学名：Acer mapienense）是无患子科槭属的植物，是中国的特有植物。分布于中国大陆的四川等地，生长于海拔2,000米至2,500米的地区，多生在山坡疏林中，目前已由人工引种栽培。

## 别名
纤瘦（植物分类学报）